# 泰国人
泰国人指长期生活在泰王国的民族與族群人民。
另外，生活在世界各国的，父母中有至少一人曾经为泰王国公民的人也可按照本人意愿称其为泰国人。一般来说泰国人是指泰族中的小泰人（暹邏泰族）。泰国现在一般认为泰國人是文化民族，是來自中国云南、廣西的古代泰人移民与当地的孟-高棉人土著融合而成，近代又融入了不少來自中國東南沿海的漢族移民。

## 歷史
泰国在泰族來到前是孟族的地方，一般以为泰族以前居住於广东西部、广西至云南南部一帶，在秦朝南征百越之地後南下东南亚。後来分别在缅甸，老挝与越南西北建立勐。现在小泰人是在十世纪时在现在泰国定居，他们在十二世纪成立了素可泰王国。

## 人口
絕大多数泰族人生活在泰国，泰族人口第二多的是美国。还有不少泰國移民生活在老撾、中華民國、馬來西亞、新加坡、柬埔寨、緬甸、英國、澳大利亞、瑞典、挪威、利比亞和阿拉伯聯合酋長國等地。

## 文化
泰国人主要信仰上座部佛教。泰国人用佛曆作為曆法。在1932年前，暹羅是一個絕對君主制國家，國王被尊稱為神，平民不得接近國王。國王有最高的立法和司法權力，是所有武裝部隊指揮官和佔最高主導地位的泰國佛教保護者。直到现在，泰国人仍然很尊崇泰国王室。